# Prionostemma ignavus
Prionostemma ignavus is een hooiwagen uit de familie Sclerosomatidae.